# Arrondissement Saint-Lô
Arrondissement Saint-Lô je francouzský arrondissement ležící v departementu Manche v regionu Normandie.

## Kantony
- Agon-Coutainville (část)
- Carentan (část)
- Condé-sur-Vire
- Pont-Hébert
- Saint-Lô-1 (část)
- Saint-Lô-2
- Villedieu-les-Poêles (část)